# 1917-es oroszországi forradalmak
Az 1917-es oroszországi forradalmak során a cári rendszert leváltották, majd a bolsevikok vezetésével létrejött a kommunista szovjethatalom.

## Előzményei

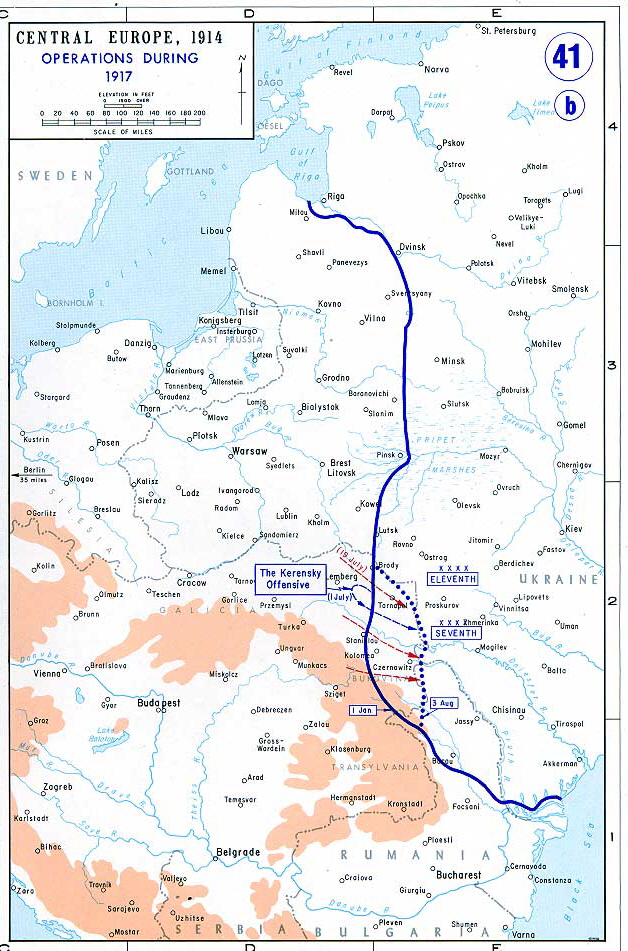
A keleti front 1917-ben és a Kerenszkij-offenzíva

1917. február 10–11. Pétervárott általános sztrájk tört ki, amely felkelésbe csapott át (február 25–27.)

## A februári forradalom
1917. március 15-én II. Miklós cár lemondott. Utóda, Mihály nagyherceg másnap szintén lemondott. Lvov herceg vezetésével ekkor megalakult az első ideiglenes kormány. Július 1-jén megindult a Kerenszkij-offenzíva. Néhány nap múlva, július 3–4-én lezajlott a bolsevikok puccskísérlete, amely megbukott. Lenin ekkor Finnországba menekült. Trockijt, Lunacsarszkijt, Kamenyevet bebörtönözték. Július 22-én Lvov herceg, a miniszterelnök lemondott, utóda Kerenszkij lett.
Szeptember 7–12. (augusztus 25–30.) Kornyilov tábornok ellenforradalmi kísérlete kudarcot vallott. Szeptember 14-én (szeptember 1.) Oroszországot hivatalosan köztársasággá nyilvánították.

## Az októberi forradalom
Az októberi forradalom 1917. november 6–12. (október 24–30.) között volt, melynek során a felkelők a Téli Palota ostroma után az ott székelő Ideiglenes Kormány tagjait letartóztatták. Az ideiglenes kormány vezetője, Alekszandr Fjodorovics Kerenszkij elmenekült. A hatalom a szovjetek kezébe került, Vlagyimir Iljics Lenint megválasztották a létrejövő új kormány, a Népbiztosok Tanácsa elnökévé.
Az év novemberében megtartották az általános választásokat, ahol az eszerek győztek, a bolsevikok csak 25%-ot (9 millió szavazatot) szereztek. 1918. január 5-én összeült az Alkotmányozó Nemzetgyűlés. Egy nap múlva, január 6-án a vörösgárdisták feloszlatták a gyűlést.

## Végjáték
1918. március 3. aláírták a breszt-litovszki békét. 1918. július 10-én megalakult az első szovjet alkotmány, majd 1918. július 17-én kivégezték II. Miklóst és családját.

## Utóélete
A forradalmak következtében kitört az oroszországi polgárháború. A forradalom hatására – több évnyi belharc után – megszületett a Szovjetunió, mely Lenin, majd később Joszif Visszarionovics Sztálin vezetésével minden idők egyik legvéresebb diktatúrájává, valamint a világ egyik szuperhatalmává vált.